# Plac NOT w Toruniu
Plac NOT w Toruniu – plac położony w centrum Torunia, na miejscu dawnego kościoła św. Jerzego. Zbiegają się tu cztery ulice: Aleja Solidarności, Szosa Chełmińska, Czerwona Droga i Odrodzenia.
Od XIII do XIX w. znajdował się tu kościół św. Jerzego wraz ze szpitalem dla trędowatych i cmentarzem. Była to najstarsza świątynia położona poza murami miasta. W 1811 roku, przygotowując miasto do oblężenia przez wojska rosyjskie, na rozkaz francuskiego marszałka Louisa Davouta, zburzono prawie doszczętnie wszystkie przedmieścia Torunia, by zrobić miejsce dla budowy fortyfikacji Księstwa Warszawskiego. W wyniku tych działań rozebrano m.in. kościół św. Jerzego i cały kompleks szpitala.
12 maja 2011 roku Rada Miasta Torunia nadała miejscu imię plac Naczelnej Organizacji Technicznej, a odsłonięcie tablicy z nazwą miało miejsce 20 czerwca tegoż roku.